# Papyrus Oxyrhynchus XV 1786

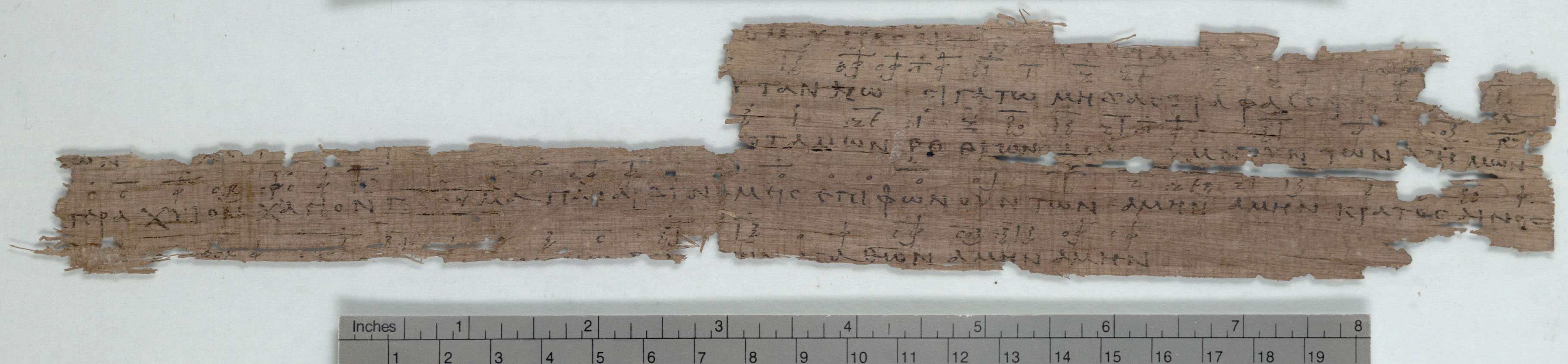
Fragment von POxy 1786

Der Papyrus Oxyrhynchus XV 1786 ist das älteste bekannte Manuskript eines christlichen Hymnus, bei dem sowohl der Text, als auch musikalische Noten enthalten sind.

## Herkunft und Publikation
Dieser Papyrus wurde 1918 im ägyptischen Oxyrhynchus auf einer antiken Müllhalde ausgegraben und zuerst von Arthur Surridge Hunt und Henry Stuart Jones 1922 veröffentlicht. Es ist das Fragment einer Schriftrolle und wird in den Papyrology Rooms der Bodleian Art, Archaeology and Ancient World Library in Oxford verwahrt.

## Inhalt
Der Papyrus ist 29,6 × 5 cm groß. Auf der Vorderseite ist eine Rechnung über Getreide aus der 1. Hälfte des 3. Jh. Die Rückseite enthält 5 Zeilen eines Hymnus vom Ende des 3. Jh., von dem nur das Ende erhalten ist. Es lässt sich nicht herausfinden, wie lang der Hymnus ursprünglich war und ob weitere Verse folgten. Die erste Zeile enthält eine große Lücke. Über dem Text sind die zugehörigen Noten geschrieben.

## Text
[Lacuna 31 Buchstaben]                 ομου πσαι τε θεου λογιμοι α.[…].[…]αρ [....
[Lacuna 28 Buchstaben] ?πρ]υτανηω σιγατω μηδ᾽ αστρα φαεσφορα λ[ειπ]ε
[σ]θον[.].λει[.....]ρ[.............]ποταμων ροθιων πασαι υμνουν των δ᾽ ημων
[π]ατερα Χ᾽ υιον Χ᾽ αγιον πνευμα πασαι δυναμεις επιφοωνουντον αμην αμην κρατος αινος
[...............]δ[ωτ]η[ρι] μονω παντων αγαθον αμην αμην